# Corporate Cannibal
  Corporate Cannibal  è un singolo della cantante giamaicana Grace Jones pubblicato nel 2008 come singolo di lancio dell'album Hurricane.

## Descrizione
Il brano è stato scritto dalla cantante e da Ivor Guest, Adam Green e Marc van Eyck, segnando una commistione di generi tra R&B e musica elettronica. Il brano descrive una critica feroce al Capitalismo e alle sue corporazioni e fu acclamato dalla critica
La canzone fu pubblicata globalmente in digitale, con alcune edizioni promozionali in CD e 12", remixata da Atticus Ross e Kevin "The Bug" Martin, ma commercialmente non ebbe alcun impatto nelle classifiche.  

## Videoclip musicale
Il video, diretto dal fotografo Nick Hooker, ritrae la Jones in bianco e nero distorta digitalmente. Fu proiettato per la prima volta nell'ambito del Meltdown Festival il 4 giugno 2008. 

## Tracce
- Digital single

1. "Corporate Cannibal" – 6:34

- CD promotional single

1. "Corporate Cannibal" (Edit) – 3:58
2. "Corporate Cannibal" – 6:31